# Liste der Naturdenkmale in Münster-Süd-Ost
Die Liste der Naturdenkmale in Münster-Süd-Ost enthält die im Stadtbezirk Süd-Ost der kreisfreien Stadt Münster in Nordrhein-Westfalen gelegenen Naturdenkmale.

## Liste der Naturdenkmale

### Tabellenlegende
U = Stammumfang in 1,5 m Höhe;
H = Höhe;
K = Kronendurchmesser;
L = Länge;
B = Breite

### Tabelle
| Nr.      | Bezeichnung                                  | Kurzbeschreibung | Stadtteil           | Lage | Bild | Anmerkungen                                 |
| -------- | -------------------------------------------- | --- | ------------------- | --- | ---- | ------------------------------------------- |
| 401      | 1 Silberweide                                | U = 6,44 m; H = 10,0 m; K = 12,0 m | Gremmendorf-West    | Albersloher Weg, ca. 220 m südwestlich der Brücke Dortmund-Ems-Kanal, am Querweg hinter der Baracke der Marine-Jugend. ⊙ |      |                                             |
| 402      | 8 Schneitelulmen                             | U = 1,89–4,53 m; H = 1,4–2,0 m (Köpfe)                                                                                                 | Angelmodde          | Homannstr., auf dem Friedhof Angelmodde, Teil der Wallhecke im Südwesten des Friedhofs. ⊙                                |      |                                             |
| 403      | 2 Stieleichen (“Gallitzin Eiche”)            | U = 3,05/4,95 m; H = 22,5/25,5 m; K = 13,5/25,5 m                                                                                      | Angelmodde          | Verlängerung Gallitzinstr., nordöstlich der Fußgängerbrücke. ⊙                                                           |      |                                             |
| 404      | 3 Stieleichen, 1 Traubeneiche                | Stieleichen U = 1,84–3,06 m; H = 17,5–25,5 m; K = 14,0/25,5 m (gemeinsam). Traubeneiche U = 2,19 m; H = 25,5 m; K = 25,5 m (gemeinsam) | Wolbeck             | vor Zumbuschstr. 3, im Bürgersteig bzw. Vorgarten. ⊙                                                                     |      |                                             |
| 405      | 1 Lebensbaum                                 | U = 2,47 m; H = 17,0 m; K = 11,5 m | Wolbeck             | Herrenstr. 15, im Garten vor dem Haus. ⊙                                                                                 |      |                                             |
| 406      | 1 Eibe                                       | U = 2,76 m; H = 12,0 m; K = 18,0 m | Wolbeck             | Drostenhof Wolbeck, an der Ostseite des Parks. ⊙                                                                         |      |                                             |
| 407      | 1 Schwarznuss, 2 Rosskastanien               | Schwarznuss U = 3,77 m; H = 25,5 m; K = 22,0 m. Rosskastanien U = 3,26/3,41 m; H = 27,0 m; K = 28,0 m (gemeinsam)                      | Wolbeck             | Hofstr. 50 (ehem. “Kurhaus Lackmann”), im Park. ⊙                                                                        |      |                                             |
| 408      | 1 Baumgruppe:                                | 2 Stieleichen U = 2,16/2,27 m; H = 21,5 m. 1 Rotbuche U = 2,33 m; H = 21,5 m; K = 22,0 m (gemeinsam)                                   | Angelmodde          | Heidestr. 14, am Bürgersteig. ⊙                                                                                          |      |                                             |
| 409      | 2 Stieleichen                                | U = 3,35/2,84 m; H = 21,0/23,0 m; K = 19,0 m                                                                                           | Gremmendorf-Ost     | Erbdrostenweg 102. ⊙ |      |                                             |
| 410      | 1 Rotbuche                                   | U = 3,37 m; H = 20,0 m: K = 20,0 m | Wolbeck             | Drostenhof Wolbeck, an der Nordseite des Parks, ca. 40 m östlich des Gebäudes. ⊙                                         |      |                                             |
| 411      | 1 Stieleiche                                 | K = 23,0 m | Angelmodde          | Alter Straßenbaum an einer Wegekreuzung südlich des Hofes Schulze Homsen. ⊙                                              |      |                                             |
| 1-2.3.28 | 2 Stieleichen                                | U 1, 2 = 2,67/4,05 m; H 1, 2 = 19,50/23,00 m; K 1, 2 = 24,00/24,00 m                                                                   | Wolbeck-Kirchspiel  | „Kreuzbach“ 230, südlich Wohnhaus. ⊙                                                                                     |      |                                             |
| 1-2.3.29 | 1 Stieleiche                                 | U = 3,04 m; H = 26,00 m; K = 22,00 m                                                                                                   | Wolbeck-Kirchspiel  | „Kreuzbach“ 181, an der Waldspitze, nördlich Zufahrtsweg. ⊙                                                              |      |                                             |
| 1-2.3.30 | 3 Stieleichen                                | U 1, 2, 3 = 3,77/3,35/4,47 m; H 1, 2, 3 = 25,00/25,00/25,00 m; K 1, 2, 3 = 22,00/25,00/26,00 m                                         | Wolbeck-Kirchspiel  | Münsterstraße 117, westlich des Spiekers. ⊙                                                                              |      | mittlerweile steht nur noch eine der Eichen |
| 1-2.3.31 | 1 Stieleiche                                 | U = 4,27 m; H = 21,00 m; K = 24,00 m                                                                                                   | Wolbeck-Kirchspiel  | Münsterstraße 117, östlich des Wirtschaftsgebäudes. ⊙                                                                    |      |                                             |
| 1-2.3.32 | 1 Bestand Breitblättrige Sumpfwurz           | ca. 900 m² | Angelmodde          | im südlichen Uferbereich des Loddenbaches, nördlich der Kläranlage. ⊙                                                    |      |                                             |
| 1-2.3.33 | 1 Flachskuhle einschl. Umwallung und Zufahrt | ca. 63,0 × 53,0 m | Wolbeck-Kirchspiel  | „Thürsbusch“, ca. 300 m nordwestlich Wohnhaus Sebon. ⊙                                                                   |      |                                             |
| 1-2.3.34 | 7 Linden                                     | U = 1,48–3,17 m; H = 21,00–26,50 m; K = 16,50–19,50 m                                                                                  | Wolbeck-Kirchspiel  | „Haus Lütkenbeck“, im Innenhof. ⊙                                                                                        |      |                                             |
| 1-2.3.35 | 1 Allee (52 Stieleichen)                     | U = 1,47–3,96 m; H = 22,00–28,00 m; K = 9,50–23,00 m                                                                                   | Wolbeck-Kirchspiel  | „Haus Lütkenbeck“, parallel zur Gräfte. ⊙                                                                                |      |                                             |
| 1-2.3.37 | 2 Stieleichen                                | U 1 = 3,16 m; H 1 = 20,00 m; K 1 = 19,00 m. U 2 = 3,00 m; H 2 = 15,00 m; K 2 = 15,50 m                                                 | Wolbeck-Kirchspiel  | nordwestlich „Fußgängerbrücke Gallitzinstraße“ im Feldraum. ⊙                                                            |      |                                             |
| 1-2.3.38 | 1 Stieleiche                                 | U = 3,62 m; H = 22,0 m; K = 21,50 m | Wolbeck-Kirchspiel  | Twenhövenweg, südlich Haus Nr. 40 in Talkante. ⊙                                                                         |      |                                             |
| 1-2.3.39 | 1 Stieleiche (Donnereiche)                   | U = 4,70 m; H = 30,00 m; K = 18,00 m                                                                                                   | Wolbeck-Kirchspiel  | „Tiergarten“ Jg. 66. ⊙                                                                                                   |      |                                             |
| 1-2.3.40 | 4 Stieleichen                                | U = 3,28–4,25 m; H = 28,00–30,00 m; K = 13,50–21,50 m                                                                                  | Wolbeck-Kirchspiel  | „Tiergarten“ Jg. 63 zwischen 325 und 460 m östlich der Straße Am Steintor, südlich des Weges. ⊙                          |      |                                             |
| 1-2.3.47 | 1 Stieleiche (Treffeiche)                    | U = 4,16 m; H = 22,00 m; K = 19,00 m                                                                                                   | Wolbeck-Kirchspiel  | „Wolbecker Tiergarten“, ca. 230 m östlich der Straße am Tiergarten, am Wegekreuz. ⊙                                      |      |                                             |
| 1-2.3.48 | 1 Stieleiche                                 | U = 3,75 m; H = 28,00 m; K = 13,00 m                                                                                                   | Wolbeck-Kirchspiel  | „Wolbecker Tiergarten“, an der Scheune westlich des alten Forsthauses („Tiergarten“ 3). ⊙                                |      |                                             |
| 1-2.3.49 | 1 Stieleiche                                 | U = 3,33 m, H = 18,00 m, K = 16,00 | St. Mauritz, Gelmer | Gittruper Straße 60a vor der nördlichen Giebelseite. ⊙                                                                   |      |                                             |